# Страшила невероятная
Страшила невероятная (лат. Strashila incredibilis) — ископаемый вид двукрылых насекомых из отложений юрского периода Сибири из семейства Strashilidae. Россия: Забайкальский край (Хилокский район, около посёлка Могзон). 

## Описание
Мелкие насекомые (длина тела около 7 мм) с многочисленными латеральными отростками брюшка. Задние ноги относительно очень крупные с расширенными бёдрами и голенями. Тело дорзо-вентрально сплющенное. Усики 10-члениковые, общая длина около 1 мм. Длина частей передних ног: бедро — 0,7 мм, голень — 1,6 мм, лапка — 2,5 мм (с коготком). Длина частей средних ног: бедро — 1,0 мм, голень — 1,6 мм, лапка — 2,8 мм (с коготком). Длина частей задних ног: бедро — 3,2 мм, голень — 3,4 мм, лапка — 3,0 мм (с коготком). Лапки состоят из 5 сегментов. По строению гениталий насекомое напоминало двукрылых и скорпионниц. Ротовой аппарат редуцирован.

## История открытия и систематика
Вид был описан в 1992 году российским энтомологом Александром Павловичем Расницыным (ПИН РАН, Москва) по голотипу самца, обнаруженному в 1990 году геологом доктором наук Старухиной Л. П. («Читагеология», Чита). Название рода Strashila происходит от русского слова «страшила» (пугало, чучело) из-за необычного внешнего вида насекомого. Первоначально принадлежность к какому-либо отряду насекомых не была определена и новый ископаемый вид был помещён в надотряд Papilionidea (=Mecopteroidea).
В 1992 году считалось, что вид вместе с другими мезозойскими эктопаразитами (Saurophthirus и Tarwinia) представляет одну из древнейших ветвей группы, близкой к современным блохам.
При описании таксона Расницын посчитал, что длинные отростки на голенях задних конечностей в сочетании с лапкой могли использоваться насекомыми для закрепления на волосяном покрове птерозавров (подобный отросток, образующий зажим, имеется у лобковых вшей.
В 2010 году очень похожие насекомые были найдены в отложениях средней юры (возраст — 165 млн лет) на северо-востоке Китая около деревни Даохугоу. Данные экземпляры насекомых были выделены как представители двух новых родов, получившим название Vosila и Parazila. В отличие от страшилы невероятной, боковые выросты у указанных видов имели перистый вид и напоминали трахейные жабры насекомых, ведущих водных образ жизни. Однако авторы публикации и сам Расницын, отрицали связь страшилы невероятной с Vosila и Parazila с обитанием в воде.
В 2013 году в том же местонахождении Даохугоу были обнаружены самки страшилы невероятной, погибшие во время спаривания. Было установлено, у самок задние конечности не имели выростов и были без «зажимов». Следовательно, они не цеплялись к волосяному покрову, а расширенные ноги самцов представляют собой пример полового диморфизма. Увеличенные сегменты конечностей характерны и для некоторых жуков, мух-толкунчиков и стрекоз — с их помощью самцы привлекают самок, либо удерживают их во время спаривания. Помимо этого у страшилы невероятной были обнаружены крупные глаза, что нетипично для эктопаразитов. Не было подтверждено и наличие колюще-сосущего ротового аппарата. Ротовые части редуцированы, что свидетельствует о том, что имаго не питалось вовсе. А у некоторых экземпляров были обнаружены мембранозные крылья, лишенные жилкования, с бахромой из волосков по краям. Подобные крылья имеются и у современных длинноусых двукрылых Nymphomyiidae, обитающих в Азии и Северной Америке. Поэтому, по своему образу жизни страшила невероятная была похожа на представителей Nymphomyiidae. Личинки последних обитают в ручьях и реках в мокрой растительности, держась за него развитыми ложноножками. Весной и в конце лета отрождаются взрослые мухи, которые начинают роиться. Как только самец и самка находят друг друга, они приступают к спариванию, у них отпадают крылья и спаривающаяся пара заползает в воду, где самка откладывает яйца и погибает. Вероятно, жизненный цикл страшилы невероятной был похожим. Ископаемое захоронение страшилы невероятной происходило после попадания в воду, поэтому почти всегда находили их бескрылые формы. При такой версии боковые отростки страшилы невероятной представляли собой жабры, оставшиеся у имаго от их водных личинок — необычный для насекомых пример педоморфоза (сохранение во взрослом состоянии признаков более ранних стадий развития).
В 2010 году таксон был выделен в отдельный отряд Nakridletia вместе с Vosila sinensis Vršanský et Ren, 2010.
В 2013 году в результате обнаружения и изучения нового материала (в Китае были найдены останки ещё одного вида Strashila daohugouensis Huang et al., 2013) таксон Nakridletia был синонимизирован с отрядом двукрылые.